# فدور کودریاشوف
فدور واسیلیویچ کودریاشوف (روسی: Фёдор Васильевич Кудряшов؛ زادهٔ ۵ آوریل ۱۹۸۷) بازیکن فوتبال اهل روسیه است.

## باشگاهی
از باشگاه‌هایی که در آن بازی کرده‌است می‌توان به اسپارتاک مسکو، خیمکی، کراسنودار، ترک گروزنی، روستوف، روبین کازان، استانبول باشاک‌شهر، سوچی و آنتالیااسپور اشاره کرد.

## تیم ملی
وی همچنین در تیم ملی فوتبال روسیه بازی کرده‌است.